# 奥村泰宏
奥村 泰宏（おくむら たいこう、1914年6月2日 - 1995年2月27日）は、日本の写真家。妻は写真家の常盤とよ子。

## 来歴
1914年6月2日横浜市中区野毛町に生まれ、中学生のころから写真を始める。1943年、東京・駿河台の文化学院文学部卒業。学生の頃は演劇の役者を目指していたが、周囲の反対にあい、その道に進むことはなかった。1949年、横浜写真作家倶楽部を発足させる。この頃から1955年頃にかけては、闇市や戦災孤児、進駐軍の兵士など「戦後のヨコハマ」の写真を数多く撮影した。愛用のローライフレックスのカメラと、進駐軍の横流しのコダックのフィルムを使用。思いのほか好意的であった兵士たちと接するうちに、盗撮的な撮影から堂々とカメラを向けるように改めていく。1981年には、初の著書『敗戦の哀歌 / ヨコハマ・フォトドキュメント』を刊行。1984年には、第33回横浜文化賞を受賞した。1990年11月には横浜市教育文化センター内にあった横浜市民ギャラリーで企画展『奥村泰宏写真展―ハマの写真の物語』が開催された。
1995年2月27日、死去。享年80。